# Leptopelis spiritusnoctis
Espèce
Statut de conservation UICN

 LC  : Préoccupation mineure
Leptopelis spiritusnoctis est une espèce d'amphibiens de la famille des Arthroleptidae.

## Répartition
Cette espèce se rencontre dans le sud du Nigeria, dans le Sud du Togo, dans le Sud du Bénin, dans le Sud du Ghana, dans le sud de la Côte d'Ivoire, en Sierra Leone, au Liberia et dans le Sud de la Guinée,.

## Description
Les mâles mesurent de 30 à 35 mm et les femelles de 46 à 49 mm.

## Publication originale
- Rödel, 2007 : The identity of Hylambates hyloides Boulenger, 1906 and description of a new small species of Leptopelis from West Africa. Mitteilungen aus dem Museum für Naturkunde in Berlin, Zoologische Reihe, vol. 83, p. 90-100.